# Jennifer Suhr
Jennifer Stuczynski-Suhr (Fredonia, 5 febbraio 1982) è un'ex astista statunitense, campionessa olimpica a Londra 2012.

## Record mondiali
- Salto con l'asta indoor: 5,03 m ( Brockport, 30 gennaio 2016)

## Palmarès
| Anno | Manifestazione      | Sede           | Evento           | Risultato      | Prestazione | Note                          |
| ---- | ------------------- | -------------- | ---------------- | -------------- | ----------- | ----------------------------- |
| 2007 | Mondiali            | Osaka          | Salto con l'asta | 10ª            | 4,50 m      |                               |
| 2008 | Mondiali indoor     | Valencia       | Salto con l'asta | Argento        | 4,75 m      | Miglior prestazione personale |
| 2008 | Giochi olimpici     | Pechino        | Salto con l'asta | Argento        | 4,80 m      |                               |
| 2011 | Mondiali            | Taegu          | Salto con l'asta | 4ª             | 4,70 m      |                               |
| 2012 | Giochi olimpici     | Londra         | Salto con l'asta | Oro            | 4,75 m      |                               |
| 2013 | Mondiali            | Mosca          | Salto con l'asta | Argento        | 4,82 m      |                               |
| 2014 | Mondiali indoor     | Sopot          | Salto con l'asta | 5ª             | 4,65 m      |                               |
| 2015 | Giochi panamericani | Toronto        | Salto con l'asta | Bronzo         | 4,60 m      |                               |
| 2015 | Mondiali            | Pechino        | Salto con l'asta | 4ª             | 4,70 m      |                               |
| 2016 | Mondiali indoor     | Portland       | Salto con l'asta | Oro            | 4,90 m      | Record dei campionati         |
| 2016 | Giochi olimpici     | Rio de Janeiro | Salto con l'asta | 7º             | 4,60 m      |                               |
| 2017 | Mondiali            | Londra         | Salto con l'asta | Qualificazione | nm          |                               |
| 2019 | Mondiali            | Doha           | Salto con l'asta | 7ª             | 4,70 m      |                               |